# Tuxophorus collettei
Tuxophorus collettei är en kräftdjursart som beskrevs av R. Cressey och H. B. Cressey 1980. Tuxophorus collettei ingår i släktet Tuxophorus och familjen Euryphoridae. Inga underarter finns listade i Catalogue of Life.